# 朱桥遗址
朱桥遗址位于山东省东平县老湖镇朱桥村东侧。为县级文物保护单位。
该遗址为商周时期的一处村落遗址。遗址为一高出四周的台形地，长200米，东西宽150米。由于遗址靠近村庄，因此遗址损毁严重。曾在其中出土过一些器物残片。